# Morsø Sønder Herred

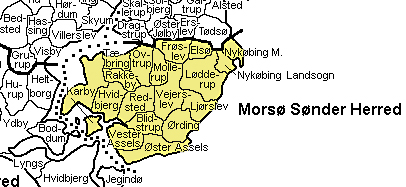
Morsø Sønder Herred

Morsø Sønder Herred was een herred op het eiland Mors in Denemarken. De herred die het zuidelijke deel van het eiland omvat maakte destijds deel uit van het voormalige Thisted Amt. Bij de gemeentelijke herindeling in 1970 werd het gebied onderdeel van de nieuwe provincie Viborg. Sinds 2007 is het deel van de regio Noord-Jutland.

## Parochies
Morsø Sønder omvatte 17 parochies die allemaal deel uitmaken van het bisdom Aalborg
- Blidstrup
- Elsø
- Frøslev
- Hvidbjerg
- Karby
- Ljørslev
- Lødderup
- Mollerup
- Nykøbing M
- Ovtrup
- Rakkeby
- Redsted
- Tæbring
- Vejerslev
- Vester Assels
- Ørding
- Øster Assels